# Marcos Paulo (brazylijski piłkarz)
 Marcos Paulo, właśc. Marcos Paulo Alves (ur. 11 maja 1977 w Doresópolis) – brazylijski piłkarz, reprezentant kraju grający na pozycji pomocnika. 

## Kariera piłkarska
Przygodę z futbolem rozpoczynał w 1996 w klubie Cruzeiro EC. Wraz z zespołem odnosił największe sukcesy w karierze. Sięgnął z drużyną po Copa Libertadores w 1997. Dwukrotnie zdobył Copa do Brasil w latach 1996, 2000 oraz cztery razy mistrzostwo stanu Mineiro w latach 1996,1997, 1998, 2002. Łącznie przez 5 lat wystąpił w zespole Cruzeiro w 69 spotkaniach, w których strzelił jedną bramkę.
W 2001 dołączył do włoskiego Udinese Calcio. Na koniec sezonu Udinese zdołało utrzymać się w lidze jednym punktem. Marcos Paulo rozegrał 14 meczów i strzelił jednego gola.
Sezon 2002/03 to gra w Portugalii w ekipie Sportingu. Dla zespołu Lwów rozegrał tylko trzy ligowe mecze, po czym powrócił do kraju do Grêmio.
Następnie ponownie przeniósł się do Europy na sezon 2003/04. Tym razem do Izraela do Maccabi Hajfa. Wraz z Maccabi świętował zdobycie mistrzostwa Izraela. Pomimo perspektywy gry w Lidze Mistrzów, Marcos wrócił do Brazylii, do Guarani FC. 
Po sześciu miesiącach zdecydował się przystać na propozycję ukraińskiego klubu Metalist Charków. Marcos Paulo rozegrał dla Ukraińców tylko jeden mecz, a latem ponownie wrócił do ojczyzny, tym razem do ekipy Portuguesa. Świętował wraz z drużyną awans do brazylijskiej Serie A w 2007.
Następnie grał w japońskich drużynach Yokohama FC i Shimizu S-Pulse, skąd powrócił w 2010 do Portuguesy. W 2011 był zawodnikiem trzecioligowego klubu Fortaleza EC i w tym samym roku zakończył karierę piłkarską.
| Sezon   | Klub             | Kraj       | Rozgrywki          | Mecze | Bramki |
| ------- | ---------------- | ---------- | ------------------ | ----- | ------ |
| 1996    | Cruzeiro EC      | Brazylia   | Brasileiro Série A |       |        |
| 1997    | Cruzeiro EC      | Brazylia   | Brasileiro Série A |       |        |
| 1998    | Cruzeiro EC      | Brazylia   | Brasileiro Série A | 26    | 1      |
| 1999    | Cruzeiro EC      | Brazylia   | Brasileiro Série A | 14    | 0      |
| 2000    | Cruzeiro EC      | Brazylia   | Brasileiro Série A | 15    | 0      |
| 2001    | Cruzeiro EC      | Brazylia   | Brasileiro Série A |       |        |
| 2001/02 | Udinese Calcio   | Włochy     | Serie A            | 14    | 1      |
| 2002/03 | Sporting CP      | Portugalia | Primeira Liga      | 3     | 0      |
| 2003    | Grêmio           | Brazylia   | Brasileiro Série A | 15    | 0      |
| 2003/04 | Maccabi Hajfa    | Izrael     | Ligat ha’Al        | 17    | 1      |
| 2004    | Guarani FC       | Brazylia   | Brasileiro Série A | 13    | 2      |
| 2005/06 | Metalist Charków | Ukraina    | Premier-liha       | 1     | 0      |
| 2006    | Portuguesa       | Brazylia   | Brasileiro Série B | 25    | 0      |
| 2007    | Portuguesa       | Brazylia   | Brasileiro Série B | 11    | 1      |
| 2007    | Yokohama FC      | Japonia    | J1 League          | 11    | 0      |
| 2008    | Shimizu S-Pulse  | Japonia    | J1 League          | 20    | 1      |
| 2009    | Shimizu S-Pulse  | Japonia    | J1 League          | 17    | 0      |
| 2010    | Portuguesa       | Brazylia   | Brasileiro Série B | 17    | 1      |
| 2011    | Fortaleza EC     | Brazylia   | Brasileiro Série C |       |        |

## Kariera reprezentacyjna
Marcos po raz pierwszy w drużynie narodowej zagrał 8 czerwca 1999 w wygranym 3:1 spotkaniu z Holandią. W tym samym roku został powołany na Puchar Konfederacji 1999, w którym Brazylia dotarła do finału. Podczas imprezy wystąpił w meczu z Nową Zelandią, w którym strzelił bramkę.
Zagrał także na Copa América 1999, gdzie Brazylia zdobyła szósty tytuł mistrzowski. Turniej spędził na ławce rezerwowych. Po raz trzeci i ostatni w drużynie Canarinhos wystąpił 23 lutego 2000 w wygranym 7:0 meczu z Tajlandią.
Marcos znalazł się w drużynie Brazylii na Igrzyska Olimpijskie 2000. Podczas imprezy rozgrywanej w Sydney wystąpił w meczach ze Słowacją, Południową Afryką, Japonią i przegranym po dogrywce ćwierćfinale z Kamerunem. 
| Mecze i gole w reprezentacji | Mecze i gole w reprezentacji | Mecze i gole w reprezentacji | Mecze i gole w reprezentacji | Mecze i gole w reprezentacji | Mecze i gole w reprezentacji | Mecze i gole w reprezentacji |
| #                            | Data                         | Miasto                       | Przeciwnik                   | Gol                          | Wynik                        | Rozgrywki                    |
| ---------------------------- | ---------------------------- | ---------------------------- | ---------------------------- | ---------------------------- | ---------------------------- | ---------------------------- |
| 1.                           | 08.06.1999                   | Goiânia                      | Holandia                     |                              | 3:1                          | towarzyski                   |
| 2.                           | 30.07.1999                   | Guadalajara                  | Nowa Zelandia                | Gol                          | 2:0                          | PK 1999                      |
| 3.                           | 23.02.2000                   | Bangkok                      | Tajlandia                    |                              | 7:0                          | towarzyski                   |

## Sukcesy
Brazylia
- Copa América (1): 1999 (1. miejsce)
- Puchar Konfederacji (1): 1999 (2. miejsce)

Cruzeiro
- Copa Libertadores (1): 1997
- Copa do Brasil (2): 1996, 2000
- Mistrzostwo stanu Mineiro (4): 1996, 1997, 1998, 2002

Maccabi Hajfa
- Mistrzostwo Ligat ha’Al (1): 2003/04